# 김혜경 (법학자)
김혜경(金惠京, 1975년 8월 30일~)은 대한민국의 법학자이다.